# Zanzibar (együttes)
A Zanzibar magyar pop-rock együttes.

## Előzmények
1999. január 2-án alakult meg három másik ceglédi együttes – az Artéria, a Space Box és a Fear of Silence – néhány tagjából (Sidlovics Gábor József (Sidi), Nagy Gábor (Gabszi), Steklács Miklós (MikC) és Kovács András Donát (Doni)) akkor még énekest keresve. 1999. január 1-jén az akkor még rendőrként dolgozó Terecskei Rita igazoltatta a szilveszteri buliból hazatartó autó utasait, Sidit, Gabszit, MikC-t és Donit. Rita elengedte a fiúkat, ezért (akkor persze még csak viccből) énekesnőjükké fogadták. (Ezt a sztorit csak kitalálták a zenészek.) Másnap este egy ceglédi szórakozóhelyen Sidi és Gabszi meglátta Ritát, miközben pótszilveszterezett barátnőivel, és egy Janis Joplin-dalt énekelt. Ekkor a fiúk úgy döntöttek, hogy Ritát tényleg felkérik arra, hogy a Zanzibár énekesnője legyen. Kapott egy Kimnowak-kazettát, amiről két számot kellett megtanulnia másnapra. Január 2-án a mai öt tag elkezdte egy ceglédi próbateremben az első dalok gyakorlását.
Az együttes nevét Sidi bátyja ajánlotta a figyelmükbe, pontosabban Vámos Miklós Bár című könyvét, amiben szó esik egy két világháború között létezett Zanzibár nevű budapesti szórakozóhelyről, ahová zenészek, színészek, bohém figurák jártak szórakozni. Valamint szó esik Zanzibár szigetéről is, ahol jellemző a napsütés, a vidámkodás. Ezért volt szimpatikus számukra ez a név, és persze azért is, mert jól cseng.

## Karrier
2001-ben jelent meg a Zanzibar első albuma Nem vagyok tökéletes címmel. Később aranylemez lett. Az albumról három kislemez jelent meg: a Nem vagyok tökéletes, a Vágyom rád és az igazi áttörést hozó Szólj már. Ekkor a Zanzibar a Venus együttessel turnézott országszerte, és egyre nagyobb népszerűség fogadta őket mindenütt. Ekkor léptek fel először a Sziget Fesztiválon.
2002. november 16-án jelent meg az együttes második albuma Ugyanaz vagyok címmel. Ez szintén elérte az aranylemez minősítést. Az albumról három kislemez jelent meg: a Táncolunk, a Szerelemről szó sem volt és az Érintés című dalokból.
A Zanzibár 2003-ban több mint 150 koncertet adott Magyarországon, és Erdélyben is nagy sikerrel tett eleget a meghívásoknak.
2004. május 12-én jelent meg a harmadik album Az igazi nevem címmel. Az első kislemezdal, a Nem szeretsz horror-videóklipje rögtön nagy port vert fel, olyan hitelesre sikerült, hogy nappali játszásra „nem találtatott alkalmasnak”. Így hát maradt az éjjeli játszás, nappalra pedig elkészült a videóklip könnyedebb verziója, ami a horrorsztori előzményeit meséli el. Az albumról még egy kislemez jelent meg, Az igazi nevem. Az együttes a lemez megjelenésével egyidejűleg egy erdélyi turnén vett részt a Bikini társaságában. 
2005-ben jelent meg az együttes negyedik albuma Új napra ébredsz címmel. Az albumról három kislemez jelent meg: az Ilyen az élet, a Lehetek a... és az Új napra ébredsz.
2008-ban jelent meg az együttes ötödik albuma Őrangyal címmel. Az albumról eddig három kislemez jelent meg: a Rockabili, a Jönnek újak és a Las Vegas.
2009-ben a zenei nézeteltérések miatt Gabszi elhagyta a Zanzibárt. Helyére nem kerestek mást, négyesben zenéltek tovább, és 2011-ben megjelent az együttes hatodik albuma Ádám keresi Évát címmel.
Ugyanebben az évben a másik gitáros, Sidi is kilépett és a Tankcsapdához csatlakozott. Az együttes Jülek Tamás gitárossal és Nagy "Liszt" Zsolt billentyűssel pótolta a két kiesett alapítót. 2014-ben e két poszt ismét gazdát cserélt: a gitáros Nagy Norbert, míg a billentyűs Cséry Zoltán lett, és egy hegedűs is csatlakozott, Hodászi Klára személyében. Ugyanezen év szeptemberében azonban e tagok is távoztak, és visszatért a zenekarba Nagy Gábor (Gabszi) gitáros.
Az együttes régi új felállásával megjelent hetedik albumuk, amely a Mindent lehet, mindent szabad címet kapta, amely később szintén aranylemez lett.
2017-ben Gabszi másodszor is elhagyta a zenekart, helyére az alapító gitáros, Sidlovics Gábor bátyja, Ferenc, és Kállai János érkeztek, így a Zanzibar hosszú idő után újra két gitárossal játszott.
2019 januártól Steklács Miklós basszusgitáros helyét a Black-Out, Special Providence és még sok más zenekarból ismert bőgős; Fehérvári Attila vette át.
2022 januártól Kállai János szólógitárosi posztját Antoni Arnold (ex Kormorán) vette át.

## Tagok
- Terecskei Rita (ének) (Cegléd, 1979. július 27.)
- Sidlovics Ferenc "Sidi"
- Antoni Arnold "Arni"
- Fehérvári Attila
- Kovács András Donát "Doni"

## Egykori tagok
- Steklács Miklós
- Nagy Gábor (Gabszi) (Nyíregyháza, 1974. június 8.)
- Sidlovics Gábor József "Sidi" (Nagykanizsa, 1976. május 5.) [3]
- Nagy Nono Norbert
- Cséry Zoltán
- Hodászi Klára
- Jülek Tamás
- Nagy "Liszi" Zsolt
- Kállai János

## Diszkográfia

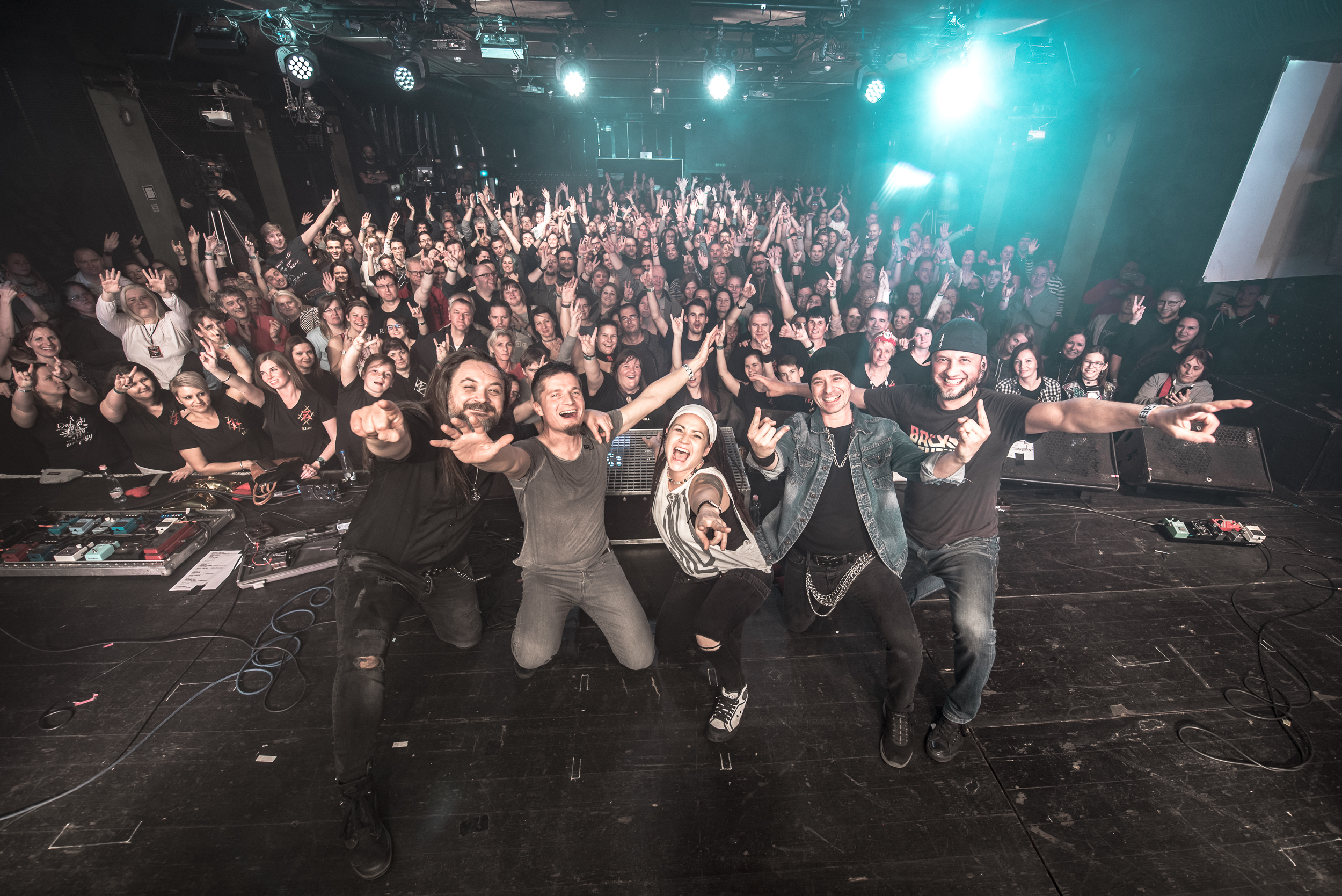
A 20. jubileumi koncerten, 2019 - A38

### Albumok
| Év   | Album                                            | Legmagasabb helyezés                   | Minősítés    |
| Év   | Album                                            | MAHASZ Top 40 album- és válogatáslemez | Minősítés    |
| ---- | ------------------------------------------------ | -------------------------------------- | ------------ |
| 2001 | Nem vagyok tökéletes - Megjelenés: 2001          | 5                                      | - Aranylemez |
| 2002 | Ugyanaz vagyok - Megjelenés: 2002                | 8                                      | - Aranylemez |
| 2004 | Az igazi nevem - Megjelenés: 2004                | 6                                      |              |
| 2005 | Új napra ébredsz - Megjelenés: 2005              | 29                                     |              |
| 2008 | Őrangyal - Megjelenés: 2008                      | 22                                     |              |
| 2009 | 10 éves nagykoncert 1999-2009 - Megjelenés: 2009 | 39                                     |              |
| 2011 | Ádám keresi Évát - Megjelenés: 2011              | 19                                     |              |
| 2012 | Best of 1999-2012 - Megjelenés: 2012             | 40                                     |              |
| 2015 | Mindent lehet, mindent szabad - Megjelenés: 2015 | 3                                      | - Aranylemez |

### Videóklipek
- Nem vagyok tökéletes
- Vágyom rád
- Szólj már
- Táncolunk
- Szerelemről szó sem volt
- Érintés
- Nem szeretsz
- Az igazi nevem
- Ilyen az élet
- Új napra ébredsz
- Lehetek a
- Rockabili
- Jönnek újak
- Las Vegas
- Ádám keresi Évát
- Március végétől
- Indulás a Holdra fel!
- Mindent Lehet Mindent Szabad, Tedd be, Mégis Jó Nekem, Lélegezz Velem (Négy az egyben a próbateremben)
- Ma
- Mi van?
- Eltévedtél
- Nem vagyok tökéletes 20'

#### Slágerlistás dalok
| Év                  | Dal                      | Legmagasabb helyezés | Legmagasabb helyezés   | Legmagasabb helyezés | Legmagasabb helyezés | Legmagasabb helyezés         | Legmagasabb helyezés | Album                |
| Év                  | Dal                      | VIVA Chart           | MAHASZ Editors' Choice | MAHASZ Rádiós Top 40 | MAHASZ Dance Top 40  | MAHASZ Single (track) Top 10 | EURO 200             | Album                |
| ------------------- | ------------------------ | -------------------- | ---------------------- | -------------------- | -------------------- | ---------------------------- | -------------------- | -------------------- |
| 2001                | Szólj már                | ?                    |                        | 2                    |                      | 5                            |                      | Nem vagyok tökéletes |
| 2002                | Táncolunk                | ?                    | 19                     |                      |                      |                              |                      | Ugyanaz vagyok       |
| 2002                | Szerelemről szó sem volt | ?                    | 1                      | 1                    |                      |                              |                      | Ugyanaz vagyok       |
| 2002                | Érintés                  | ?                    | 13                     | 25                   |                      |                              |                      | Ugyanaz vagyok       |
| 2005                | Nem szeretsz             | 8                    | 15                     | 23                   | 36                   | 7                            |                      | Az igazi nevem       |
| 2005                | Az igazi nevem           | 2                    | 5                      | 17                   | 16                   |                              |                      | Az igazi nevem       |
| 2006                | Ilyen az élet            | ?                    | 17                     | 22                   |                      |                              |                      | Új napra ébredsz     |
| 2006                | Új napra ébredsz         | 15                   | 16                     | 4                    |                      |                              | 156                  | Új napra ébredsz     |
| 2007                | Lehetek a…               | 1                    |                        | 4                    |                      |                              | 161                  | Új napra ébredsz     |
| 2008                | Rockabili                | 7                    |                        |                      |                      |                              |                      | Őrangyal             |
| 2008                | Jönnek újak              | 30                   |                        |                      |                      |                              |                      | Őrangyal             |
| 2010                | Ádám keresi Évát         |                      | 39                     | 7                    |                      |                              |                      | Ádám keresi Évát     |
| 2011                | Március végétől          |                      |                        | 16                   |                      |                              |                      | Ádám keresi Évát     |
| 2014                | Újra                     |                      |                        | 9                    |                      |                              |                      |                      |
|                     | Indulás a Holdra fel!    |                      | 29                     | 13                   |                      |                              |                      |                      |
|                     | Összesítés               |                      |                        |                      |                      |                              |                      |                      |
| 1. helyezett számok | 1. helyezett számok      | 1                    | 1                      | 1                    |                      |                              |                      |                      |
| Top 10-be bekerült  | Top 10-be bekerült       | 4                    | 2                      | 6                    |                      | 2                            |                      |                      |
| Top 40-be bekerült  | Top 40-be bekerült       | 6                    | 9                      | 12                   | 2                    | 2                            |                      |                      |

## Elismerések és díjak

### 2002
- Arany Zsiráf-díj – az Év felfedezettje
- Új korosztály művészeti díj – Sláger Rádió és EJI
- BRAVO Otto díj – az Év magyar rockzenekara

### 2003
- Arany Zsiráf díj – az Év modern Rockalbuma (Ugyanaz vagyok)
- eMeRTon díjat – az Év felfedezett együttese
- BRAVO Otto díj – az Év magyar rockzenekara
- Popcorn díj – Év magyar rockzenekara
- Coca-Cola díj – az Év élő koncertje a Beach House-on
- Arany Nyíl – az Év énekesnője – Terecskei Rita